# Шпори (музикален инструмент)
Вижте пояснителната страница за други значения на Шпори.
Шпори е музикален перкусионен инструмент от групата на металните идиофони.
Освен чисто практическото им приложение като част от ботушите на ездачите, шпорите се използват и като музикални инструменти в инструменталната музика.

## Устройство
Музикалния инструмент шпори представлява набор от три или повече комплекта зилове прикрепени към правоъгълна рамка със заоблени краища и дълга дървена дръжка. По своя вид и устройство напомнят на инструмента систрум.

## Историческо развитие и употреба
Шпорите се използват, за да имитират звука на истинските шпори на обувките и ботушите на каубоите и конните ездачи. Използват се в оперната и театрална музика, а също и в саундтраковете на различни филми.

## Техники на звукоизвличане
Както при повечето ударни инструменти подобни на маракасите и на шпори се свири с друсане или разтрисане. Звука се получава при ударите на злиловете един в друг.

## Звукова характеристика
Звукът на шпорите е висок остър с кратко оцучване и звънлив тембър. По своята характеристика е сходен със звука на инструменти като дайре, систрум, вазамба, зилмаша, лъжици, зилове и кротали.

## Нотиране
Шпорите са инструмент с неопределена височина на тона и се нотират на една линия или когато има петолиние на 3-то междулиние.

## Звукови комбинации
Добро приложение има като акомпаниращ инструмент заедно с дайре, зилмаша, прапорци и систрум.

## Репертоар
Едно от по-популярните произведения, където участват шпори, е „Die Fledermaus“ от Щраус.